# Антропов, Василий Ионич
Василий Ионич Антропов — деятель российского образования, действительный тайный советник, помощник попечителя Казанского учебного округа, род. в С.-Петербурге 27 февраля 1800 г., где отец его служил в провиантской экспедиции, ум. в Самаре, 7 августа 1856 г.

## Биография
В 1804 г. Антропов был привезен в Вятку, куда перевели на службу его отца, а в 1806 г. отдан в Вятское главное народное училище. В 1811 г. была открыта Вятская губернская гимназия, в которую и перешел Антропов из училища. По окончании четырехлетнего гимназического курса, в 1815 г., он поступил в Казанский университет казеннокоштным студентом.
Прослушав полный курс наук по физико-математическому отделению и получив в 1819 г. степень кандидата, Антропов был определен старшим учителем математики в Нижегородскую гимназию. Сверх преподавания математики, он исправлял в течение трех лет должность учителя французского языка. 15 мая 1827 г. Антропов перемещен на должность учителя естественной истории при той же гимназии и, почти в то же время, по определению училищного комитета Казанского университета, ему поручено временное исправление должности директора училищ Нижегородской губ.
В 1827 г., 26 июля, Антропов был назначен директором училищ Иркутской губернии. Состоя в этой должности, он совершил несколько поездок, отчасти по обязанностям службы, отчасти по влечению любознательности, а именно: в 1828 г. — в Кяхту, в 1829 г. — в Якутск, в 1830 г. — снова в Кяхту и Нерчинск. 10 июля 1831 г. Антропов был перемещен в Пермь, на должность директора училищ Пермской губернии, где и служил до 13 марта 1837 г. Во время шестилетней пермской службы, Антропов также совершил несколько служебных поездок: в 1832 г. — в Соликамск и Чердынь, в 1833 г. — в Кунгур, Екатеринбург, Шадринск, Ирбит и Верхотурье, в 1834 г. — снова в Соликамск и Чердынь, а в 1835 г. — в зауральские города. Сверх своих обязанностей директора, он нес звание попечителя пермской публичной библиотеки и принимал деятельное участие в делах Пермского училища детей канцелярских служителей.
13 марта 1837 г. Антропов был назначен инспектором казенных училищ Казанского округа и в этой должности пробыл 18 лет. Вскоре после того гимназии и училища были изъяты из ведения университета и вверены непосредственному надзору попечителя. Антропов ежегодно осматривал по нескольку учебных заведений в разных губерниях. Отчеты по этим обозрениям, им составленные, заключают в себе самые подробные сведения как о порядке управления, так и о состоянии всех частей: учебной, нравственной и хозяйственной, и предположения о мерах к устранению замеченных недостатков. По поручению управлявшего округом, Антропов составил „краткое наставление для содержания в порядке деловодства“, которое и было принято с 1847 г. в руководство по всем заведениям Казанского учебного округа, и напечатано в „Начальственных распоряжениях по Казанскому округу“ (1846 г., кн. VI). Составление ежегодных отчетов о состоянии учебного округа входило также в круг занятий его.
Отчеты эти печатались в „Начальственных распоряжениях“, редакция которых принадлежала ему же. По поручению начальства, Антроповым был составлен, напечатанный в 1844 г., отчет Казанского учебного округа за 17 лет, с 1827 г. по 1 января 1844 г., по управлению бывшего попечителя этого округа — Мусина-Пушкина. Сверх исполнения прямых своих обязанностей, Антропов получал и другие назначения и поручения. Так, в 1839 г. он был назначен членом утверждённого в то время при университете, комитета для испытания кандидатов учительства; в 1842 г. — членом учрежденного при университете строительного комитета, и исправлял эту должность до 1848 г., а с 27 апреля по 1 августа 1849 г., по распоряжению министра народного просвещения, находился в командировке для заведования Нижегородским дворянским институтом.
12 ноября 1855 г. Антропов был назначен помощником попечителя Казанского учебного округа, обязанности которого собственно исполнял за все 18 лет службы инспектором училищ. Хорошо знакомый с потребностями заведений округа, Антропов с новым одушевлением к делу просвещения вступил в непосредственное отношение к университету и старался вполне ознакомиться с ходом и духом преподавания в нем наук, посещая для этого профессорские лекции.